# Episodi di The Mask (seconda stagione)
| nº | Titolo inglese                        | Titolo italiano                      | Prima Tv USA      | Prima Tv Italia |
| -- | ------------------------------------- | ------------------------------------ | ----------------- | --------------- |
| 1  | A comedy of Eras                      | Commedia nelle ere                   | 7 settembre 1996  |                 |
| 2  | Goin' for the Green                   | Suona per il verde                   | 14 settembre 1996 |                 |
| 3  | Flight as a Feather                   | La piuma portafortuna                | 21 settembre 1996 |                 |
| 4  | The Good, the Bad and the Fish Guy    | Il pesce mascherato                  | 28 settembre 1996 |                 |
| 5  | Malled                                | Rapina al centro commerciale         | 5 ottobre 1996    |                 |
| 6  | Channel Surfin                        | Viaggio in televisione               | 12 ottobre 1996   |                 |
| 7  | Mask au Gratin                        | La griglia della maschera            | 19 ottobre 1996   |                 |
| 8  | Jurassic Mask                         | Battaglia dei dinosauri              | 26 ottobre 1996   |                 |
| 9  | You Oughta Be in Pictures             | I ritratti                           | 2 novembre 1996   |                 |
| 10 | For All Mask-Kind                     | Ogni genere di maschera              | 9 novembre 1996   |                 |
| 11 | Up the Creek                          | Sul verde                            | 16 novembre 1996  |                 |
| 12 | Boogie with the Man                   | L'uomo impantanato                   | 23 novembre 1996  |                 |
| 13 | What Goes Around Comes Around         | Quello che va da ogni parte          | 30 novembre 1996  |                 |
| 14 | All Hail the Mask                     | La grandine della maschera           | 7 dicembre 1996   |                 |
| 15 | Power of Suggestion                   | Potere del suggerimento              | 14 dicembre 1996  |                 |
| 16 | Mr. Mask Goes to Washington           | Mask va a Washington                 | 21 dicembre 1996  |                 |
| 17 | Rain of Terror                        | Pioggia di terrore                   | 28 dicembre 1996  |                 |
| 18 | The Mother of All Hoods               | La madre dei cofani                  | 4 gennaio 1997    |                 |
| 19 | To Bee or Not to Bee                  | Ape o non ape                        | 11 gennaio 1997   |                 |
| 20 | Love Potion No. 8 ½                   | Pozione d'amore                      | 18 gennaio 1997   |                 |
| 21 | Cool Hand Mask                        | La maschera fredda                   | 25 gennaio 1997   |                 |
| 22 | Broadway Malady                       | La malattia di Broadway              | 1 febbraio 1997   |                 |
| 23 | Enquiring Masks Want to Know          | Le maschere del sapere               | 8 febbraio 1997   |                 |
| 24 | Future Mask                           | La maschera del futuro               | 15 febbraio 1997  |                 |
| 25 | Sealed Fate                           | Il sigillo del fato                  | 22 febbraio 1997  |                 |
| 26 | (The Angels Wanna Wear My) Green Mask | La maschera verde degli angeli Wanna | 1 marzo 1997      |                 |
| 27 | Mutiny of the Bounty Hunters          | L'ammutinamento dei cacciatori       | 8 marzo 1997      |                 |
| 28 | Convention of Evil                    | La convenzione del cattivo           | 15 marzo 1997     |                 |
| 29 | The Green Marine                      | Il mare verde                        | 22 marzo 1997     |                 |
| 30 | Counterfeit Mask                      | Una sfida per Mask                   | 29 marzo 1997     |                 |